# Shillelagh

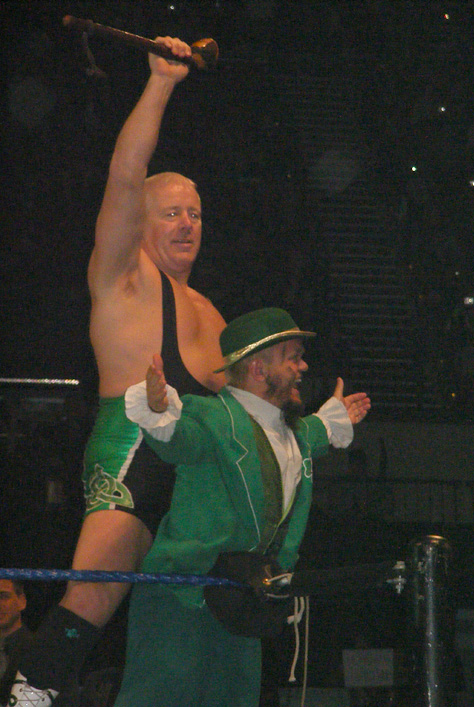
Le catcheur Dave Finlay brandissant un shillelagh.

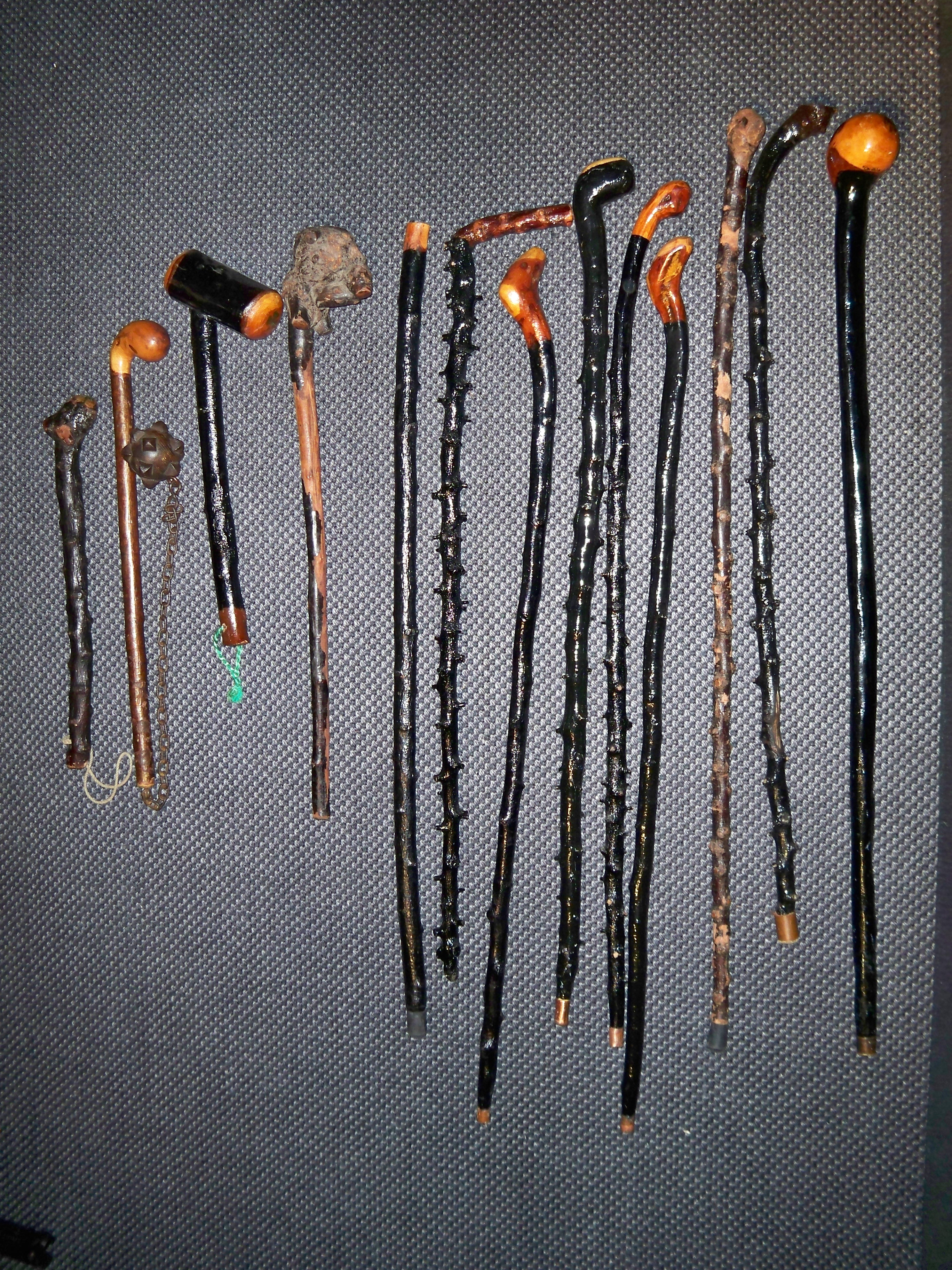
Collection de shillelagh.

Un shillelagh est une trique de bois poli et verni, traditionnellement de prunelier, de la taille d'une petite canne et constituée d'une branche terminée par un large nœud. Une sangle de cuir y est souvent attachée, d'où le nom irlandais. Le nœud est parfois rempli de plomb, et la pointe cerclée de métal pour lui éviter de s'émousser ou de se fendre. La plupart des shillelagh vendus actuellement sont faits d'aubépine (hawthorn) en guise de prunelier (blackthorn), l'apparence étant similaire bien que les propriétés du bois soient moins propices aux combats. Son équivalent en Bretagne est le Penn Bazh.

## Origine
Connu sous de nombreux noms, notamment bata en gaélique qui signifierait « bâton de combat », le shillelagh était semble-t-il une canne de marche en chêne (oak) issu de la forêt du village Shillelagh (en) dans le comté de Wicklow (dont le nom irlandais, Síol Éalaigh, signifie « les descendants d'Éalach »). La forêt, et par extension l'Irlande, était reconnue, à l'époque, pour son chêne de qualité si bien que pour les Anglais, shillelagh devient synonyme de bâton de marche irlandais.

Une seconde hypothèse de l'étymologie du mot serait l'anglicisation de l'irlandais sail éllie qui signifie « gourdin avec une sangle ».

## Symbole et symbolisme
Le shillelagh est fortement associé au folklore irlandais, et reconnu comme symbole de l'Irlande. Initialement utilisé comme arme de duel et associé à un art martial, le Bataireacht, cet usage s'est perdu et il est aujourd'hui associé à l'image d'une arme de brutes.
On retrouve son origine martiale dans certains régiments d'armée, d'origine irlandaise. Par exemple, les sous-officiers du Fighting 69th (en) de la Garde Nationale américaine, formé traditionnellement d'émigrants irlandais et les officiers du Irish Guards de l'Armée britannique portent le shillelagh comme arme d'apparat.
Il sert également de trophée en football américain universitaire. Le Shillelagh Trophy (en) est attribué au vainqueur du match Notre-Dame vs. Purdue tandis que le Jeweled Shillelagh revient au gagnant du match entre Notre-Dame vs. USC Trojans.
Un missile américain a été nommé en son nom, le MGM-51 Shillelagh.

## Anecdote
La première référence en langue française du shillelagh provient, semble-t-il, de Joseph Prévost dans son ouvrage « Un Tour en Irlande » publié en 1846 qu'il transcrit alors Shillalah. Il décrit la surexploitation de la forêt Shillalah, l'utilisation des «bâtons de chêne» par les troupes irlandaises comme arme courante durant «les temps primitifs» et son emploi dans les rixes villageoises.